# Boeing X-48
Boeing X-48 je majhno eksperimentalno trimotorno brezpilotno letalo, ki je namenjeno raziskovanju karakteristik BWB krila oz. letečega krila. Letno testiranje X-48B se je začelo julija 2007. Pozneje so ravzili dvomotorno različico X-48C, ki so jo testirali od avgusta 2012 do aprila 2013.
Poganjajo ga trije turboreaktivni motorji JetCat P200, vsak s 24 kg potisk (0,23 kN)

## Specifikacije (X-48B)
Podatki iz 
Splošne značilnosti
- Posadka: 0
- Razpon kril: 20 ft 5 in (6,22 m)
- Površina kril: 100,5 sq ft (9,34 m2)
- Vitkost: 4,1
- Bruto teža: 500 lb (227 kg)
- Pogon letala: 3 × JetCat P200 turboreaktivni motor, 52 lbf (0,23 kN) potisk motorjev vsak

Zmogljivost
- Maks. hitrost: 136 mph; 219 km/h (118 kn)
- Trajanje leta: 40 minut
- Višina leta (servisna): 10.000 ft (3.048 m)